# 鋼鐵人2
是一部於2010年上映的美國超級英雄電影，是2008年電影《鋼鐵人》的續集，亦是漫威电影宇宙系列的第三部电影。本片由漫威影業和錦繡娛樂公司共同製作，並由派拉蒙影業負責發行。與第一集同樣由強·法夫洛執導，並由小勞勃·道尼、葛妮絲·派特洛、唐·奇鐸、史嘉蕾·喬韓森、米基·洛克、強·法夫洛、山姆·洛克威爾和山繆·傑克森等人主演。

## 劇情
東尼·史塔克自從半年前公開自己的英雄身份「鋼鐵人」之後名聲扶搖直上，不但被選上麻省理工學院董事會幹部，更成為美國乃至於世界和平的保衛者。他繼承父親霍華·史塔克在1974年時在紐約皇后區法拉盛所舉辦的「史塔克博覽會」（Stark Expo），決定在原址舉辦2010年的博覽會來完成父親霍華的心願，也順便滿足自己想出風頭的慾望。但在光鮮的表面之下，東尼其實正苦於胸口的微型弧反應爐所使用的金屬鈀，逐漸混入血液中所造成的「重金屬中毒」正漸漸侵入自己的身體，也陷入和美國參議員史丹對於盔甲歸屬權的爭議中。
一名俄裔核物理學家安東·萬科在他於俄羅斯的住所去世，其於1970年時因為跟霍華存在理念衝突而被逐回蘇聯，他的兒子伊凡·萬科同樣身為一名核物理學家，決定將父親留下的微型弧反應爐圖稿實際製作出來，當作武器能量的來源向東尼報復。萬科在完成製作反應爐與一套盔甲後立刻前往摩納哥蒙地卡羅的歷史方程式賽車活動會場，在賽道上襲擊了駕駛古董賽車出賽的東尼。雖然在司機兼保鏢快樂·霍根和秘書小辣椒·波茲的協助下，東尼在千鈞一髮的關頭拿到手提式五型裝甲而成功擊退了萬科，但萬科在被逮捕時對東尼大喊「你輸了！」。
萬科被法國警方逮捕後，東尼的生意競爭對手漢默工業的總裁賈斯汀·漢默協助萬科假死和越獄，幫助漢默製造出一套仿效東尼的盔甲的機械步兵服。由於嘗試過各種可能的元素組合卻都無法取代鈀金屬，東尼認為自己不久於人世而行事變得荒唐，將公司的經營權交給小辣椒主持，並指派法務部門的新助理娜塔莉·羅許曼接替總裁助理職缺。東尼於加州馬利布的宅邸舉辦的生日派對中，穿著戰甲亮相卻酒醉失態。在小辣椒的勸阻失敗之下，詹姆斯·羅德身穿地下室中尚未上色的二型裝甲想要制止東尼，卻導致一場嚴重的打鬥。打鬥造成宅邸發生爆炸，羅德決定放棄維護東尼，將戰甲帶往愛德華空軍基地。軍方上層指派漢默將戰甲進行改造，加裝多樣攻擊性武器，將戰甲更名為「戰爭機器」。
酒後清醒的東尼遇到神盾局局長尼克·福瑞，並發現他的新助手娜塔莉，其實是神盾局安插在他身邊的臥底特工娜塔莎·羅曼諾夫。福瑞在告知東尼他的父親霍華其實是神盾局的創始成員之一的往事之後，留下一箱霍華的遺物，並將他軟禁在自宅之內逕行離開。東尼在檢視父親遺留下的文件與影片之後發現父親留給他的一些暗示，回到公司取回父親在提及過的1974年史塔克博覽會的地景模型。東尼檢驗模型最終發現父親於其中隱藏一個並不存在於自然界中的全新元素，他在人工智能「賈維斯」和曾經協助過自己的神盾局特工菲爾·考森的協助之下，在自家車庫中自行製造一具粒子加速器，並利用它合成出理論中提到的新元素，而取代鈀金屬成為嶄新三角形微型反應器的能量來源。
萬科安排好一切準備後致電東尼，稱他已採納東尼的戰甲轉速增倍定理，會在當晚會報復霍華對萬科家族的作為。東尼推斷萬科的真正目的是掌控漢默的機械士兵去襲擊父親一手創辦的博覽會，別無選擇下安裝上他的全新反應爐，此過程讓他所有病症不藥而癒。在博覽會的現場，漢默野心勃勃地展示海陸空三軍型號的機械士兵，並由羅德駕駛的戰爭機器所率領。身換全新的六型裝甲的東尼來到舞台上，開始逼問漢默關於萬科的事情。這時，萬科修改戰爭機器與其他機械士兵的程序，開始大肆破壞博覽會現場，東尼在避免傷害到無辜民眾的狀況下將尾隨的空軍士兵抽離會場，並利用大地球儀脫困。娜塔莎向漢默問出萬科藏匿在漢默工業裡，與快樂一同駕車趕赴工業大樓，打敗所有保安後發現萬科早已逃之夭夭。娜塔莎解除戰爭機器的遙控鎖定，將其控制權還給羅德。
東尼和羅德靠雙者合作擊毀其他機械士兵，而萬科身穿他的獨立戰甲來到博覽會會場，他的雙鞭與強大防禦力讓兩人陷入苦戰。東尼利用與羅德合作再度製造能量束爆走的方式擊倒萬科，不甘心的萬科啓動他與所有機械士兵身上裝設的自爆裝置，東尼與羅德成功逃離爆炸現場，萬科伴隨著所有機械士兵粉身碎骨。東尼一同救出差點被機械士兵自爆波及的小辣椒，兩人深吻後才盡釋前嫌，跟萬科合作的漢默也被警方逮捕。後來，福瑞和娜塔莎共同為東尼撰寫這次的評估，推薦他成為他們的一份子，而東尼與羅德因爲表現出色而獲得史丹参議員親自頒發的獎章。這段期間，考森奉命抵達新墨西哥州的沙漠地區，注意到一個被當地群眾圍繞的隕石坑中央的一把鎚子，便立刻聯繫福瑞說物體已找到。

## 演員
| 演員              | 角色                      | 簡介 |
| 小勞勃·道尼       | 「鋼鐵人」東尼·史塔克     | 史塔克工業的總裁，麻省理工學院的校友，一名擁有天才級智商的軍事發明家。自從他對外向公眾揭示了其英雄身份後雖然變成了一位家喻戶曉的大明星，但也從此得到來自其他人的挑戰和質疑，就連體內的金屬中毒也開始威脅到他的生命。 |
| 達文·蘭森         | 「鋼鐵人」東尼·史塔克     | 幼年時的東尼·史塔克。 |
| 葛妮絲·派特洛     | 小辣椒·波茲               | 東尼的貼身秘書兼女友，對東尼一直有好感但始終不被他注意到，被東尼任命為史塔克工業的新任總裁。 |
| 唐·奇鐸           | 「戰爭機器」詹姆斯·羅德   | 美國空軍的軍事採購聯絡人，亦是東尼的好友，當年在麻省理工學院進修航空學時認識了東尼，是東尼在遭受外界質疑時一直對他不離不棄的摯友。                                                                                   |
| 米基·洛克         | 「鞭狂」伊凡·萬科         | 前蘇聯核子物理學家安東·萬科的兒子，本身也是一位物理學家和機械工程方面的天才，在父親死後自行研發出一個微型電弧反應器與一套動力服，準備利用它們對東尼進行報復。                                                        |
| 史嘉蕾·喬韓森     | 「黑寡婦」娜塔莎·羅曼諾夫 | 史塔克工業法務部的新助理，同時亦是神盾局安排在史塔克工業擔任臥底的特務。被上司尼克·福瑞任命監督東尼，並且負責評估他是否有資格參與復仇者計畫。                                                                        |
| 山姆·洛克威爾     | 賈斯汀·漢默               | 美國軍方的主要軍火供應商「漢默先進工業」的老闆，在史塔克工業退出軍事工業界後大發利市，為東尼的市場競爭對手。但與原著漫畫不同的是，漢默在漫畫中是一名光頭、並且年紀較大的軍火商人。                                   |
| 山繆·傑克森       | 尼克·福瑞                 | 神盾局的局長，招募東尼加盟「復仇者計劃」。 |
| 強·法夫洛         | 快樂·霍根                 | 東尼的貼身保鏢、司機與好友，拳擊高手。除了參與演出外，強·法夫洛實際上亦是本片的導演。 |
| 蓋瑞·山德林       | 史丹參議員                | 一名美國國會參議員，強調鋼鐵人動力服有其危險性並且希望它屬於美國政府。 |
| 约翰·斯莱特利     | 霍華·史塔克               | 被譽為「軍事工業之父」的偉大發明家，東尼的父親，於東尼的青年時期因遭遇意外而去世。 |
| 伊夫傑尼·拉扎雷夫 | 安東·萬科                 | 一名前蘇聯核子物理學家，萬科的父親，曾經一度逃離至美國而與霍華攜手合作研究一種新能源，直到理念不合而被他逐回俄羅斯直到逝世。                                                                                         |
| 保羅·彼特尼       | 賈維斯                    | 東尼的人工智慧電腦兼虛擬管家，除了平時在居家工作室中協助主人之外，亦可以透過鋼鐵人動力服的通訊系統協助他進行作戰。                                                                                                   |
| 克拉克·格雷格     | 菲爾·考森                 | 神盾局的一名資深特工，從很早開始就在觀察東尼，並奉命協助他擺脫闖下的禍。 |
| 萊絲莉·畢柏       | 克莉絲汀·埃佛哈特         | 「浮華世界」報社的一名女記者，和東尼曾經有過一夜情，之後一直打算挖掘他的內幕。 |
| 亞當·戈斯坦       | 亞當·戈斯坦               | 狂城合唱團的成員之一，在片中飾演自己本人，在東尼於自宅舉辦的生日派對中擔任DJ。但他在參與本片的客串演出後不久就因吸毒過量意外在2009年8月28日去世；因此本片也在片尾特別以字幕表達對他的懷念與致敬。                    |
| 凱特·瑪拉         | 美國聯邦法警              | 在東尼參加完史塔克博覽會的發表會之後遞送聽證會的傳票給他。 |

另外，本片以追溯連貫的方式介紹了於幾年後登場的「蜘蛛人」彼得·帕克，是在機械士兵大鬧史塔克博覽會現場時那名頭戴鋼鐵人頭盔面具的小男孩，最後被東尼救下一命後被他說一句「幹得好，小子！」這個消息於2017年被飾演蜘蛛人的湯姆·霍蘭德、凱文·費吉以及電影《蜘蛛人：返校日》的導演乔恩·沃茨確認。

## 發行

### 爭議
《鋼鐵人2》於台灣上映時，東尼·史塔克進入位在法國的監獄，與剛被逮捕的伊凡·萬科對話時，東尼嘲笑伊凡製造的「鞭狂」是仿冒版鋼鐵人，可以拿去北韓、中國與伊朗兜售，他們應該會有興趣購買。東尼史塔克清楚說出：「North Korea, China and Iran」中文翻譯卻只出現：「北韓與伊朗」。
此爭議於DVD/BD等影視產品上市後，翻譯字幕已修正並正確呈現。

### 電影原聲帶
原聲帶《鋼鐵人2 電影原聲帶》有「配樂版」與「歌曲版」，其中「歌曲版」是由澳洲搖滾樂團AC/DC演奏，於2010年4月19日發行。與一般電影原聲帶歌曲通常是針對電影劇情與需要而特別編寫新曲不大相同，《鋼鐵人2 電影原聲帶》實際上是挑選自AC/DC歷年十五張不同的專輯中，範圍從1975年到2008年，挑中的歌曲都由麥克·佛雷澤重新混音，以供電影使用。整張專輯中沒有任何新作。電影中完全使用了〈激情四射〉和〈地獄公路〉，而另一首歌〈回歸黑暗〉實際上在前作電影《鋼鐵人》中就有使用過了。〈如遭雷擊〉、〈戰爭機器〉和〈剃刀邊緣〉則是用在宣傳電影的卡車和廣告上。
| 曲目 | 歌名                              |
| ---- | --------------------------------- |
| # 1  | Shoot to Thrill                   |
| # 2  | Rock 'n' Roll Damnation           |
| # 3  | Guns for Hire                     |
| # 4  | Cold Hearted Man                  |
| # 5  | Back in Black                     |
| # 6  | Thunderstruck                     |
| # 7  | If You Want Blood (You've Got It) |
| # 8  | Evil Walks                        |
| # 9  | T.N.T.                            |
| #10  | Hell Ain't a Bad Place to Be      |
| #11  | Have a Drink on Me                |
| #12  | The Razors Edge                   |
| #13  | Let There Be Rock                 |
| #14  | War Machine                       |
| #15  | Highway to Hell                   |

## 迴響

### 評價
根据評論匯總网站爛番茄汇总的301篇评论文章，72%的评论家给予该作正面评价，使之獲得「認證新鮮」標識。在Metacritic上，40位影評人共給予了57分的分數（滿分100分），這部電影獲得了「評價褒貶不一或一般」。

### 票房
台灣方面，首日票房為新台幣1,600萬元；最終全台票房為新台幣2.6億元。

## 備註
1. ↑  依照漫威電影宇宙上映次序。
2. ↑  依照漫威電影宇宙中故事發生的時間次序，參見漫威电影宇宙#時間線。
3. ↑  參見2008年電影《鐵甲奇俠》。
4. ↑  後續劇情參見2012年電影《復仇者聯盟》。
5. ↑  後續劇情參見2011年電影《雷神索爾》。

## 外部連結
- 互联网电影数据库（IMDb）上《鋼鐵人2》的资料（英文）
- 爛番茄上《鋼鐵人2》的資料（英文）
- Metacritic上《鋼鐵人2》的資料（英文）
- Box Office Mojo上《鋼鐵人2》的資料（英文）
- AllMovie上《鋼鐵人2》的资料（英文）
- 開眼電影網上《鋼鐵人2》的資料（繁體中文）
- 豆瓣电影上《鋼鐵人2》的資料 （简体中文）
- 时光网上《鋼鐵人2》的資料（简体中文）